# Житловий будинок на вулиці Шевченка (пам'ятка в Бучачі)
Житловий будинок — пам'ятка архітектури місцевого значення в місті Бучачі (Тернопільська область). Охоронний номер 38.
Розташована на вул. Шевченка, 9а.

## Історія
Будинок збудований, за одними даними, 1840 року, за іншими — у 1897 році за проектом архітектора Джованні Батісти Феррарі (1851—1905).
Нині тут діє Бучацька дитяча музична школа.

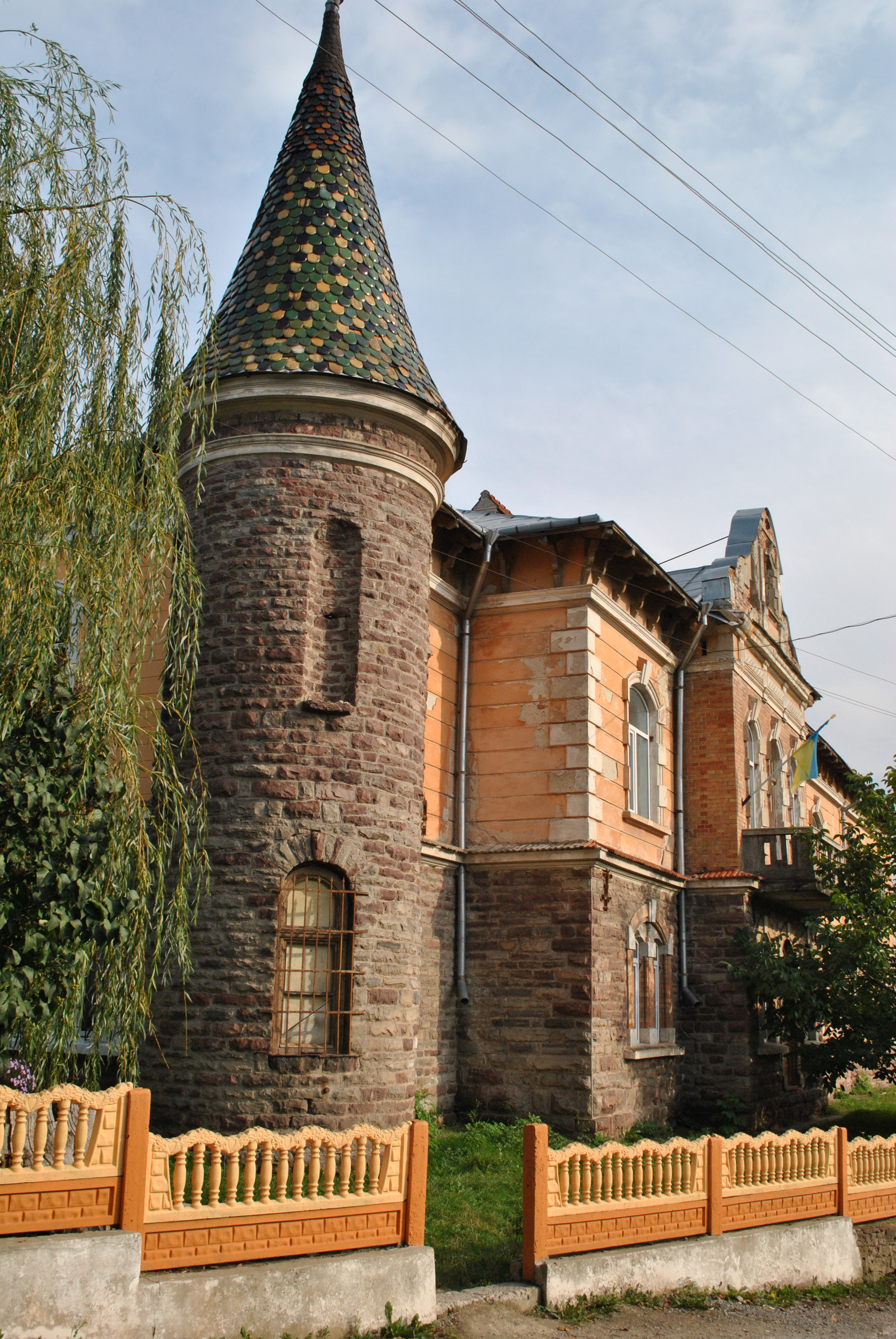
Баштовий кут
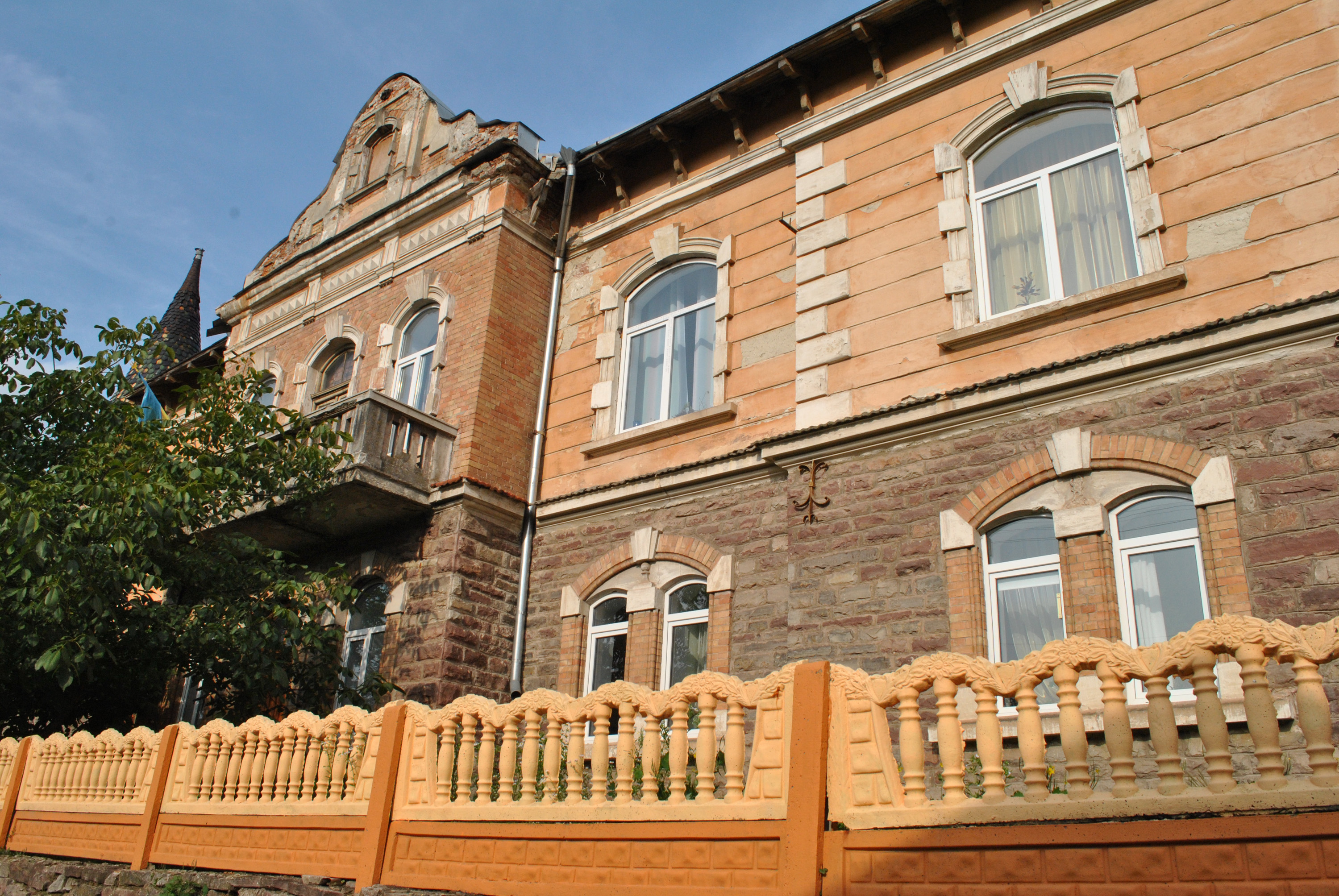
Вигляд з півдня
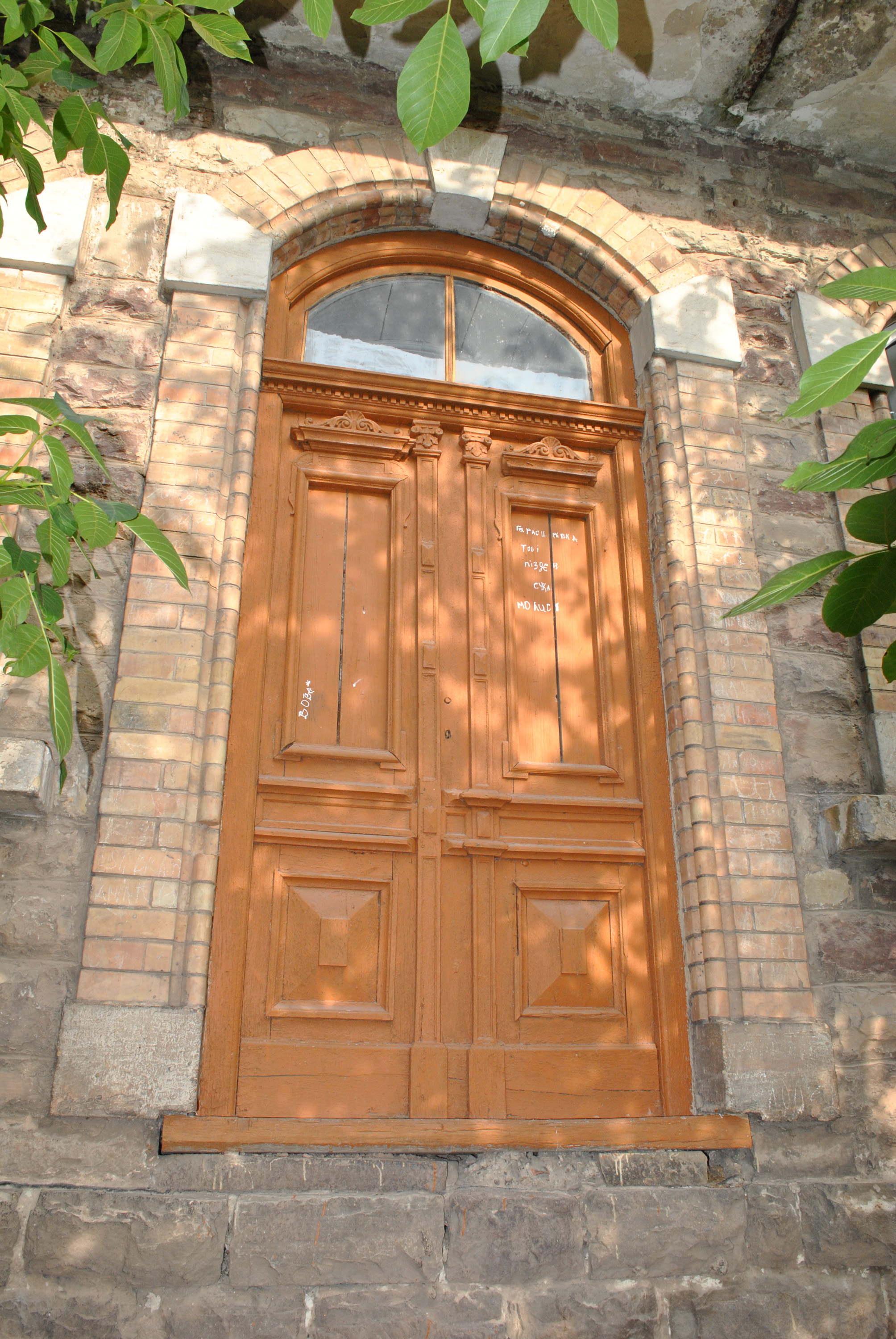
Південні двері
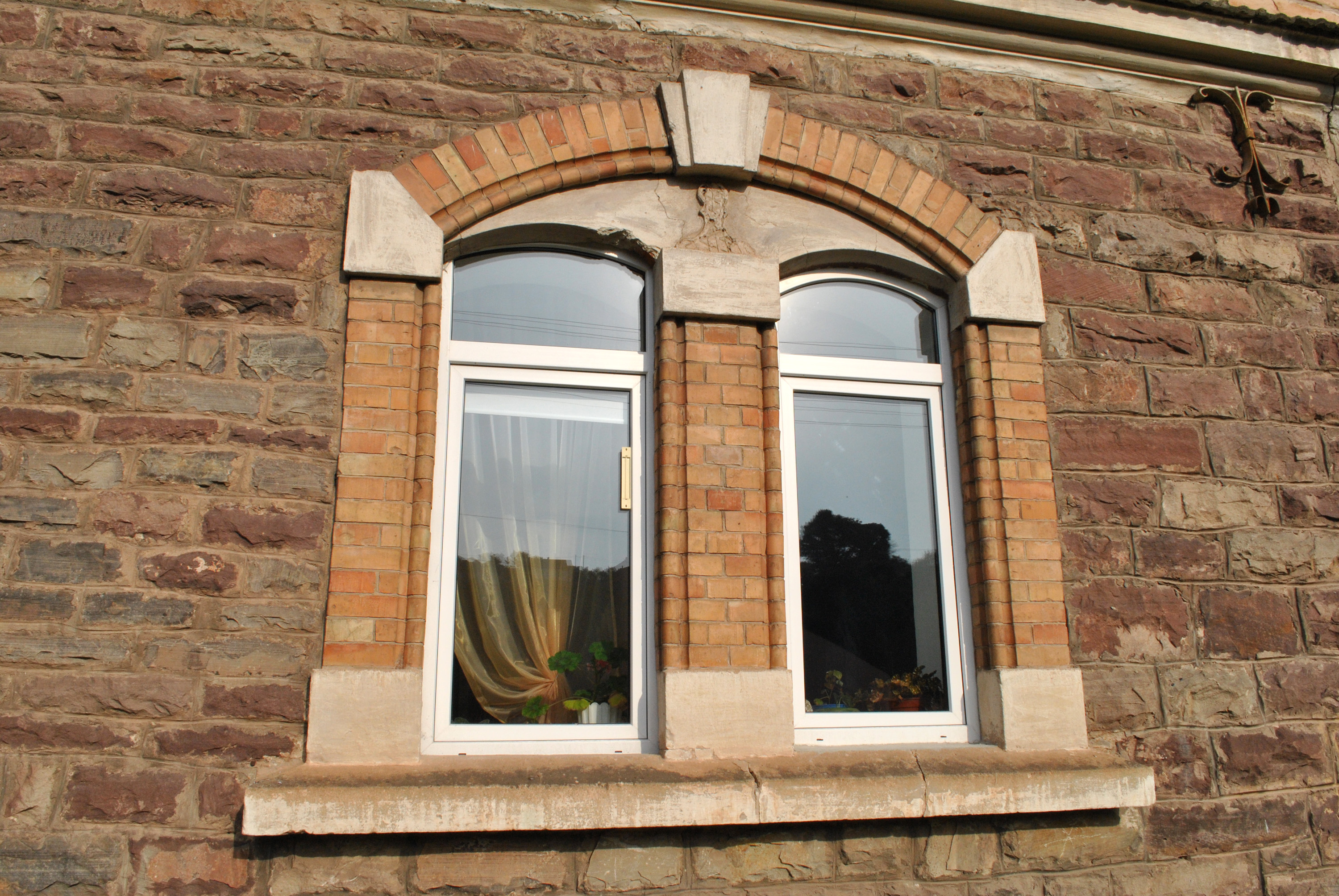
Вікно
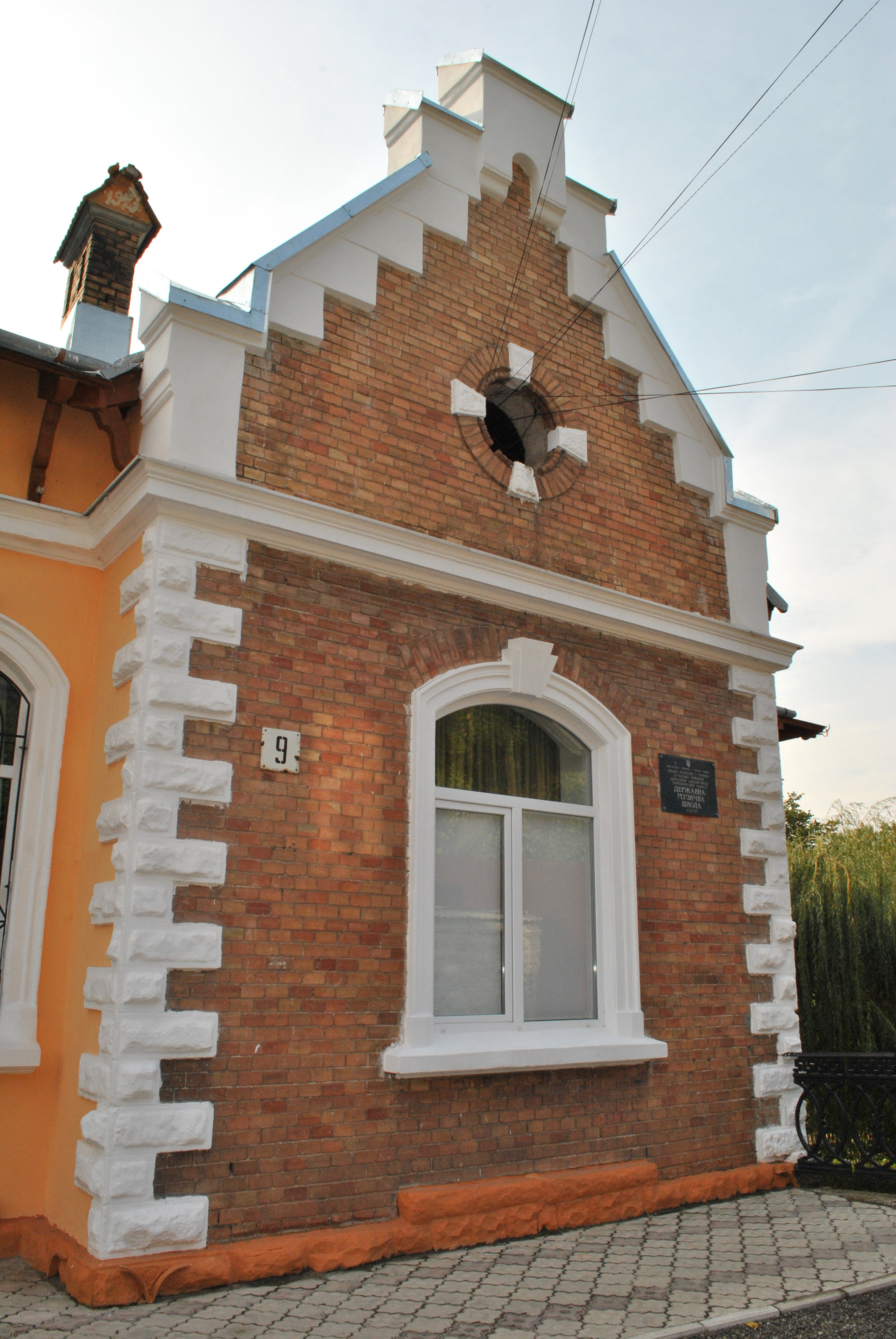
Одна зі стін